# محمود رشدان
محمود رشدان (مواليد 28 سبتمبر 1986) هو لاعب كرة قدم قطري.

## وصلات خارجية
- السيرة الذاتية[وصلة مكسورة]
- بروفايل